# Privilegi de Sant Feliu de Guíxols
El Privilegi de Sant Feliu de Guíxols fou un privilegi promulgat pel rei en Pere el Cerimoniós el 22 de juliol del 1365, que en confirmava un altre del rei d'Aragó Jaume el Conqueridor, i en virtut del qual es fixava l'estatut jurídic del Regne de Mallorca dins de la Corona d'Aragó. El Privilegi de Sant Feliu de Guíxols fou emès després de l'annexió del Regne de Mallorca a la Corona d'Aragó.
El privilegi atorgava als habitants del regne de Mallorca la condició de catalans, el gaudi dels oficis i dels beneficis del Principat de Catalunya, el dret a participar en les Corts Catalanes, i a tenir com a pròpies les Constitucions catalanes, els privilegis, i els Usatges de Barcelona.
En virtut d'aquest privilegi els representants de Regne de Mallorca, com a catalans, formaren part de la delegació de Catalunya durant el Compromís de Casp. Aquesta darrera clàusula fou revocada pel Privilegi de Gaeta (1439) promulgat pel rei Alfons el Magnànim.